# Waking the Dead
Waking the Dead (bra: Amor Maior que a Vida) é um filme de drama norte-americano de 2000, com direção de Keith Gordon. O argumento é de Robert Dillon e é baseado na novela de 1986 de mesmo nome de Scott Spencer.

## Sinopse
Os flashes do filme voltam para trás entre os anos 1970 e 1980 e centra-se na relação entre Fielding Pierce, um jovem oficial da Guarda Costeira com ambições políticas, e idealista Católica Romana Sarah Williams, que é desenhado para programas destinados a melhorar a vida dos menos favorecidos e tem sentimentos mistos sobre seus objetivos de carreira.
Na cena de abertura, Fielding vê um noticiário de televisão relatando a morte de Sarah em um carro-bomba em Minneapolis após uma excursão organizada pela igreja para o Chile para alimentar os pobres e organizar a resistência ao governo de direita opressivo. Ele nunca se recupera da notícia, e ele se vê cada vez mais assombrado pelo passado, em que o casal eram tão romanticamente perto como eram politicamente separados, divididos por seu desejo de trabalhar dentro do sistema e sua convicção de que o sistema é a raiz de todo o mal. Sua obsessão com Sarah coloca lentamente sua carreira, futuro casamento, e sanidade em perigo.
A questão de haver ou não Sarah realmente foi morto continua por resolver, como a irmã de Fielding Caroline relata ter visto ela na rua, alguns anos mais tarde e Fielding, supostamente, a encontra depois de ter sido eleito para o Congresso dos Estados Unidos, só para perguntar depois, se ela apenas foi um alucinação.

## Elenco
- Billy Crudup - Fielding Pierce
- Jennifer Connelly - Sarah Williams
- Hal Holbrook - Isaac Green
- Janet McTeer - Caroline Pierce
- Paul Hipp - Danny Pierce
- Molly Parker - Juliet Beck
- Sandra Oh - Kim

## Produção
O filme foi rodado em Montréal, Québec, com um orçamento de US$ 8,5 milhões, entre 4 de fevereiro de 1998 e 15 de janeiro de 1999.
Antes Billy Crudup ser escalado como Fielding Pierce, Tom Cruise, Tom Hanks e Kevin Spacey também foram considerados. Brooke Shields foi originalmente escalada como Sarah Williams, mas no final virou o papel para baixo, devido à natureza erótica do filme. Jessica Alba, Christina Applegate, Drew Barrymore, Neve Campbell, Cameron Diaz, Brittany Murphy, Christina Ricci, Winona Ryder, Tori Spelling, Britney Spears, Hilary Swank e Liv Tyler fizeram os testes para o papel principal, mas perderam para Jennifer Connelly.
O personagem interpretado por Ed Harris foi eliminado do filme completo, embora ele é visto brevemente em uma tela de televisão. Sandra Oh aparece em uma cena curta e tem pouco diálogo; um maior cena com ela foi excluída, mas é incluída como um recurso extra na versão DVD.

## Trilha sonora
- "Snow Come Down" realizada por Lori Carson
- "A Case of You" realizada por Joni Mitchell
- "Maggie May" realizada por Rod Stewart
- "Help Me Somebody" realizada por Brian Eno e David Byrne
- "Mercy Street" realizada por Peter Gabriel

## Recepção
Waking the Dead tem um índice de aprovação geral de 52% no Rotten Tomatoes.
Waking the Dead estreou no Festival Sundance de Cinema em janeiro de 2000. Foi inaugurado no Brasil uma semana depois, e na Áustria em fevereiro e foi mostrado no Festival Internacional de Cinema de Santa Barbara no início de março, antes de entrar em lançamento limitado na América do Norte no final desse mês. Ele faturou US$ 327 418 dólares na América do Norte, bem abaixo do seu orçamento.

### Prêmios
Robert Dillon foi indicado para o Independent Spirit Award de Melhor Roteiro, mas perdeu para Kenneth Lonergan por You Can Count on Me.